# Torneo de Limoges 2024
El Open de Limoges 2024 fue un torneo de tenis profesional jugado en canchas duras bajo techo. Fue la 17.ª edición del torneo y formó parte de los Torneos WTA 125s en 2024. Se llevó a cabo en Limoges, Francia, entre el 9 de diciembre al 15 de diciembre de 2024.

## Cabezas de serie

### Individuales
| Tenista               | Ranking | Preclasificada |
| Ekaterina Alexandrova | 28      | 1              |
| Dayana Yastremska     | 33      | 2              |
| Clara Burel           | 73      | 3              |
| Anna Blinkova         | 75      | 4              |
| Erika Andreeva        | 79      | 5              |
| Nuria Párrizas        | 99      | 6              |
| Viktorija Golubic     | 109     | 7              |
| Anastasia Zakharova   | 112     | 8              |
| Océane Dodin          | 113     | 9              |

- Ranking del 2 de diciembre de 2024.

### Dobles
| Tenista                             | Ranking | Preclasificada |
| Ekaterina Alexandrova Yana Sizikova | 109     | 1              |
| Emily Appleton Maia Lumsden         | 171     | 2              |

## Campeonas

### Individuales femeninos
Viktorija Golubic venció a  Céline Naef por 7–5, 6–4

### Dobles femenino
Elsa Jacquemot /  Margaux Rouvroy vencieron a  Erika Andreeva /  Séléna Janicijevic por 6–4, 6–3